# 隐私獾
隐私獾（英语：Privacy Badger）是由电子前哨基金会开发的浏览器隐私保护擴充功能，適用於Google Chrome與Firefox。其旨在阻止不遵守请勿追踪（Do Not Track）协议的广告商跟踪用户。2017年4月，隐私獾的使用者人數已达到100万。

## 跟踪防护
隐私獾能够自动检测網站潜在的跟踪行為并阻止，且會根據情況將網域分類為绿色、黄色与红色滑桿。起初，在安装隐私獾后，所有的第三方资源都会呈现绿色，僅在瀏覽一段时间后才受到分類，但自2020年10月起，隐私獾默认关闭本地学习功能，改為使用黑名單。滑桿顏色的含義如下：
- 绿色：未检测到跟踪器，不作任何拦截。[10]

- 黄色：检测到跟踪器，但为避免网页運作异常，没有完全拦截，只阻止了跟踪Cookie。[10]

- 红色：检测到跟踪器，完全封鎖。[11][12]

## 白名单
如果在线广告公司严格遵守请勿追踪协议，不对启用DNT的用户作任何追踪（包括使用Cookie、supercookie、指纹辨識），電子前哨基金會會将其加入白名单。